# خوزه لوئیز پانیزو
خوزه لوئیز پانیزو (انگلیسی: José Luis Panizo; ۶ فوریهٔ ۱۹۲۲ – ۱۴ فوریهٔ ۱۹۹۰) بازیکن فوتبال اهل اسپانیا بود.
از باشگاه‌هایی که در آن بازی کرده‌است می‌توان به باشگاه فوتبال اتلتیک بیلبائو اشاره کرد.
وی همچنین در تیم ملی فوتبال اسپانیا بازی کرده‌است.